# Grójec Mały (województwo wielkopolskie)
Grójec Mały (pol. hist. Grójce Nowe) – wieś w Polsce położona w województwie wielkopolskim, w powiecie wolsztyńskim, w gminie Siedlec.

## Historia
Miejscowość pierwotnie związana była z Wielkopolską. Ma metrykę średniowieczną i istnieje co najmniej od początku XV wieku. Wymieniona w dokumencie z 1438 pod nazwą duplex Grodcze, utraque Grodcze, 1489 Nova Groycza, 1510 Grodzecz, 1531 Groicze Minus, 1546 geminum Groycze, 1571 Groicze Nowe.
W XV wieku wieś leżała w powiecie kościańskim Korony Królestwa Polskiego. W 1510 przynależała do parafii Babimost.
W 1531 właścicielem wsi był tenutariusz babimojski Łukasz Zbąski. W tym roku nastąpiło rozgraniczenie dóbr Zbąszyń braci Jana kanonika poznańskiego i Piotra Zbąskich ze starostwem babimojskim, które posiadał Łukasz Zbąski. Wsie Perzyny i Nowa Wieś [Zbąska] graniczyły z miastem Babimost, z dwoma wsiami Grójce Nowe i Grójce Stare oraz z wsią Podmokle. W 1546 król Polski Zygmunt Stary zezwolił Stanisławowi Zbąskiemu na wykup starostwa babimojskiego z rąk bratanka Abrahama Zbąskiego przez co stał się również właścicielem wsi.
W 1510 wieś odnotowano w księgach podatkowych przy okazji poboru podatków. Liczyła 4 łany osiadłe, jeden łan opuszczony, jeden łan sołtysi. Jeden kmieć należał do plebana babimojskiego. W 1530 odbył się pobór od 3 łanów. W 1563 pobór z 5 łanów. W 1564 9 łanów liczone łącznie z Grójcami Starymi. W 1571 pobór podatkowy ze wsi płacił tenutariusz babimojski oraz kasztelan poznański Piotr Czarnkowski. Zapłacił od 4 łanów osiadłych i jednego łana sołtysiego. W 1580 miał miejsce pobór z 5 łanów osiadłych, 6 zagrodników, 2 komorników, jednego rybaka, 2 łanów sołtysich. 
Pod koniec XVI wieku miejscowość była wsią królewską o nazwie Grojce Nowe i leżała w starostwie babimojskim, powiecie kościańskim województwa poznańskiego w Rzeczypospolitej Obojga Narodów.
Po rozbiorach Polski miejscowość znalazła się w zaborze pruskim. W okresie Wielkiego Księstwa Poznańskiego (1815-1848) miejscowość wzmiankowana jako Grojec mały należała do wsi większych w ówczesnym powiecie babimojskim rejencji poznańskiej. Grojec mały należał do tuchorskiego okręgu policyjnego tego powiatu i stanowił część majątku Chobienice, który należał wówczas do Konstancji Mielżyńskiej. Według spisu urzędowego z 1837 roku Grojec mały liczył 180 mieszkańców, którzy zamieszkiwali 17 dymów (domostw).
W latach 1975–1998 miejscowość administracyjnie należała do województwa zielonogórskiego.